# モア・ザン・ナ・ニュー・ディスカバリー
| 専門評論家によるレビュー | 専門評論家によるレビュー |
| レビュー・スコア         | レビュー・スコア         |
| 出典                     | 評価                     |
| ------------------------ | ------------------------ |
| オールミュージック       | [ 1 ]                    |

『モア・ザン・ナ・ニュー・ディスカバリー』（More Than a New Discovery）は、ニューヨーク市ブロンクス生まれのシンガー、ソングライター、ピアニストであるローラ・ニーロのデビュー・アルバム。1966年に録音され、翌年初めにヴァーヴ・レコードのヴァーヴ・フォークウェイズのタイトルとしてリリースされた。 
このアルバムには他のアーティストによってヒットすることになる数曲が収録されていた。ブラッド・スウェット・アンド・ティアーズは「アンド・ホエン・アイ・ダイ」（米国＃2）をヒットさせ、フィフス・ディメンションは「ウェディング・ベル・ブルース」（米国＃1）と「ブローイング・アウェイ」（米国＃21）を、バーブラ・ストライサンドは「ストーニー・エンド」（米国＃6）を取り上げた。 
レーベルの名前は後にヴァーヴ・フォアキャストに変更され、アルバムは1969年に『ファースト・ソングス (The First Songs)』に改題されて新しいレーベルから再リリースされた。再リリース版では曲順とジャケット・デザインがオリジナルとは異なるものとなっている。当時はポップ・アルバムチャートとして知られていたビルボード 200での最高位は97位を記録した。また、この再リリースから、「ハンド・オフ・ザ・マン (Hands Off the Man)」のタイトルは「フリム・フラム・マン (Flim Flam Man)」と変更された。 
コロムビア・レコードは、1973年にバラのイラストが描かれたまったく新しいカバーアートを付けて『ファースト・ソングス』を再リリースした。 
1999年にアルバムはグラミーの殿堂入りを果たした。2008年、Rev-Olaからオリジナルの曲順とカバーアートで、オリジナル・アルバムのリマスター版CDをリリースされた。 

## 製作
ピーター・ポール&マリーが1966年に「アンド・ホエン・アイ・ダイ」録音したことを知った後で、ニーロはヴァーヴ・フォークウェイと契約を結んだ。 
アルバムは1966年の秋に録音され、ハーブ・バーンスタインによるアレンジと ミルトン・オークンによってプロデュースされた。ニーロのピアノ演奏は他のミュージシャンをリードするのには向いていなかったので、ピアニストのスタン・フリーが雇われ、ピアノの代わりにギターを弾くことを勧められたが、ニーロは拒否した。

## 曲
「ウェディング・ベルブルース」は1966年9月にシングルとしてリリースされ、当時は「ポップ・シングル」チャートだったビルボード・ホット100の「バブリング・アンダー」セグメントに12週間居続け、最高位では103位となった。 
シングル・バージョンの「ストーニー・エンド」について歌詞の一部が聖書を引いており、 ヴァーヴ・レコードが多くの論争が引き起こされるのを望まなかったために手直しが必要となった
。

## 収録曲

### モア・ザン・ナ・ニュー・ディスカバリー
| 全作詞・作曲: ローラ・ニーロ。 | |                |                |      |
| #                              | タイトル | 作詞           | 作曲・編曲     | 時間 |
| 1.                             | 「グッドバイ・ジョー (Goodbye Joe)」                                                                                | ローラ・ニーロ | ローラ・ニーロ | 2:38 |
| 2.                             | 「ビリーズ・ブルース (Billy's Blues)」                                                                              | ローラ・ニーロ | ローラ・ニーロ | 3:20 |
| 3.                             | 「アンド・ホエン・アイ・ダイ (And When I Die)」                                                                     | ローラ・ニーロ | ローラ・ニーロ | 2:40 |
| 4.                             | 「ストーニィ・エンド (Stoney End)」                                                                                 | ローラ・ニーロ | ローラ・ニーロ | 2:46 |
| 5.                             | 「レイジー・スーザン (Lazy Susan)」                                                                                 | ローラ・ニーロ | ローラ・ニーロ | 3:53 |
| 6.                             | 「ハンド・オフ・ザ・マン (後に「フリム・フラム・マン」と改題) ("Hand off the Man" later known as "Flim Flam Man")」 | ローラ・ニーロ | ローラ・ニーロ | 2:29 |

| #  | タイトル                                                                | 作詞 | 作曲・編曲 | 時間 |
| -- | ----------------------------------------------------------------------- | ---- | ---------- | ---- |
| 1. | 「ウェディング・ベル・ブルース (Wedding Bell Blues)」                   |      |            | 2:44 |
| 2. | 「バイ・アンド・セル (Buy and Sell)」                                   |      |            | 3:38 |
| 3. | 「ヒーズ・ア・ランナー (He's a Runner)」                                |      |            | 3:40 |
| 4. | 「ブローイング・アウェイ (Blowin' Away)」                               |      |            | 2:23 |
| 5. | 「アイ・ネバ―・メント・トゥ・ハート・ユー (I Never Meant to Hurt You)」 |      |            | 2:52 |
| 6. | 「カリフォルニア・シューシャイン・ボーイ (California Shoeshine Boy)」   |      |            | 2:45 |

### ファースト・ソングス
| 全作詞・作曲: ローラ・ニーロ。 |                                                                       |                |                |      |
| #                              | タイトル                                                              | 作詞           | 作曲・編曲     | 時間 |
| 1.                             | 「ウェディング・ベル・ブルース (Wedding Bell Blues)」                 | ローラ・ニーロ | ローラ・ニーロ | 2:44 |
| 2.                             | 「ビリーズ・ブルース (Billy's Blues)」                                | ローラ・ニーロ | ローラ・ニーロ | 3:20 |
| 3.                             | 「カリフォルニア・シューシャイン・ボーイ (California Shoeshine Boy)」 | ローラ・ニーロ | ローラ・ニーロ | 2:45 |
| 4.                             | 「ブローイン・アウェイ (Blowin' Away)」                               | ローラ・ニーロ | ローラ・ニーロ | 2:23 |
| 5.                             | 「レイジー・スーザン (Lazy Susan)」                                   | ローラ・ニーロ | ローラ・ニーロ | 3:53 |
| 6.                             | 「グッドバイ・ジョー (Goodbye Joe)」                                  | ローラ・ニーロ | ローラ・ニーロ | 2:38 |

| #  | タイトル                                                                 | 作詞 | 作曲・編曲 | 時間 |
| -- | ------------------------------------------------------------------------ | ---- | ---------- | ---- |
| 1. | 「フリム・フラム・マン (Flim Flam Man)」                                 |      |            | 2:29 |
| 2. | 「ストーニィ・エンド (Stoney End)」                                      |      |            | 2:46 |
| 3. | 「アイ・ネバー・メント・トゥ・ハート・ユー (I Never Meant to Hurt You)」 |      |            | 2:56 |
| 4. | 「ヒーズ・ア・ランナー (He's a Runner)」                                 |      |            | 3:40 |
| 5. | 「バイ・アンド・セル (Buy And Sell)」                                    |      |            | 3:38 |
| 6. | 「アンド・ホエン・アイ・ダイ (And When I Die)」                          |      |            | 2:40 |

## 演奏者
- ローラ・ニーロ - ギター 、 キーボード 、 ボーカル 、 ソングライター
- ジェイ・ベルリナー - ギター
- スタン・フリー - ピアノ
- ビル・ラヴォルグナ - ドラム
- バディ・ルーカス - ハーモニカ
- ルー・マウロ - コントラバス
- ジェームズ・セドラー - フレンチホルン
- ハーブ・バーンスタイン - アレンジャー 、 指揮者 、 フリューゲルホルン

## スタッフ
- ミルトン・オークン - 制作
- ジャン・ゴールドヒルシュ - 制作助手
- ジェリー・シェーンバウム - 制作監督
- ヴァル・ヴァレンティン - 技術監督
- ハリー・ヤーマーク - 技術

## 参照資料
1. ↑  Allmusic review
2. ↑  “GRAMMY Hall Of Fame”.   GRAMMY.org. 2012年3月2日閲覧。
3. ↑  Michele Kort (2003). Soul Picnic:The Music and Passion of Laura Nyro. St. Martin's Press. p. 30 2011年7月16日閲覧。

書誌
- Michele Kortによるニーロの伝記 Soul Picnic：The Music and Passion of Laura Nyro （ISBN 0-312-20941-X）